# St. Wolfgang (Nürnberg)

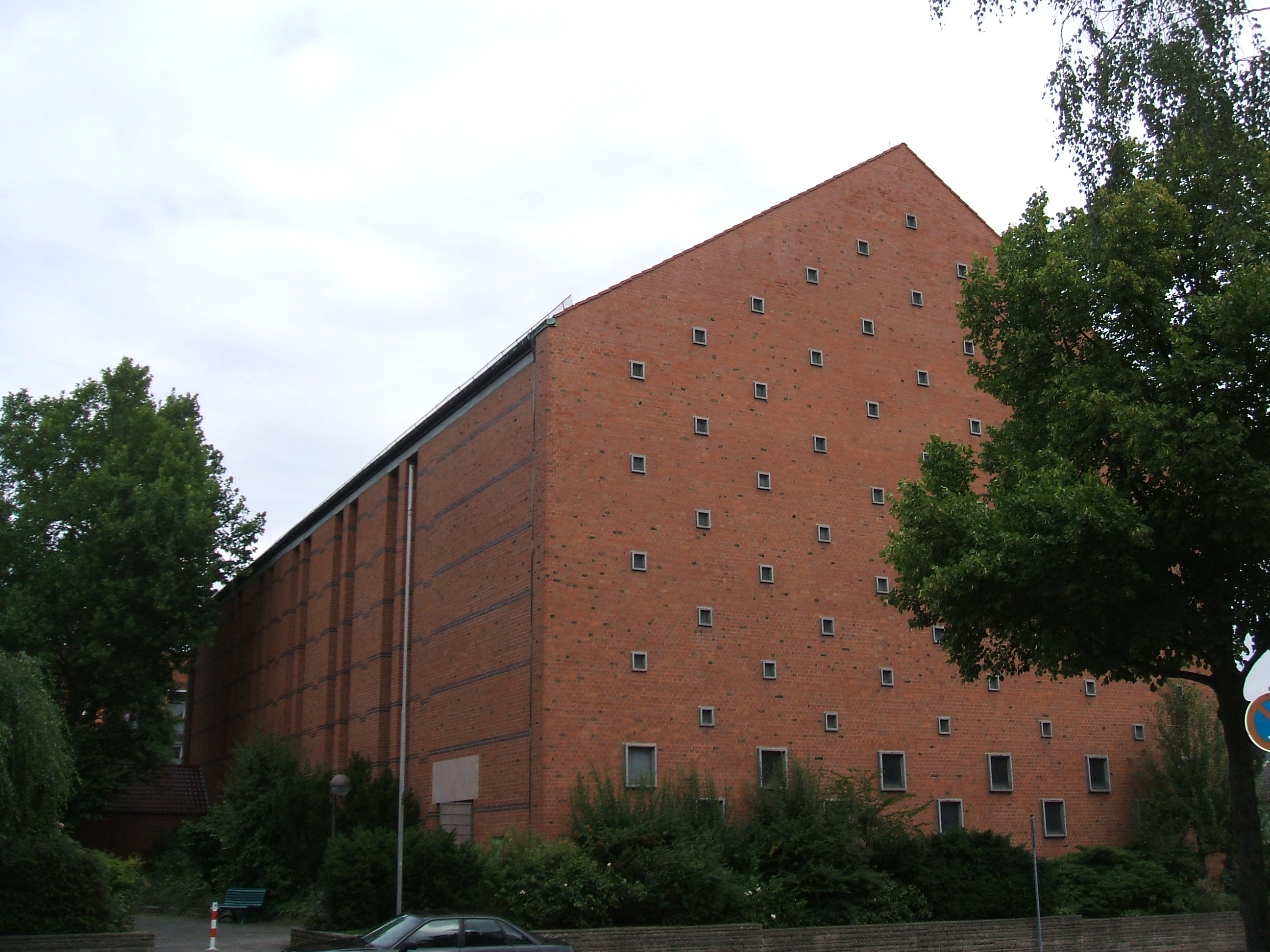
St. Wolfgang in Nürnberg

Die römisch-katholische Kirche St. Wolfgang im Ortsteil Schweinau der Stadt Nürnberg in Mittelfranken befindet sich in der Friesenstraße 19.  Kirchenpatron ist Wolfgang von Regensburg.
Architekten waren Winfrid Leonhardt und Peter Leonhardt aus Nürnberg. Domkapitular Franz Eichhorn legte am 15. September 1957 den Grundstein. Das Gotteshaus ist dem Patronat des Heiligen Wolfgang von Regensburg anvertraut, dessen Fest am 31. Oktober gefeiert wird. Vom 17. bis 18. Mai 1958 erfolgte die Weihe durch Bischof Josef Schneider. Die Nürnberger Pfarrgemeinden St. Bonifaz, St. Wolfgang und Heilig Kreuz haben einen gemeinsamen Seelsorgebereich.

## Architektur und Innenausstattung
Der aus rötlichen Backstein bestehende breitgelagerte Bau mit Satteldach über rechteckigem Grundriss ist 39,70 m lang und 25,50 m breit. In einen Flügel der westlichen Seitentür ist ein Zitat aus dem Stufengebet in lateinischer Sprache eingraviert.
Der Innenraum aus Backsteinmauerwerk ist gegliedert durch Freipfeiler aus Sichtbeton zwischen den paarweise angeordneten Fenstern und hat einen offenen, holzvertäfelten Dachstuhl. Beleuchtet wird der Innenraum durch mehrere Reihen ornamental angeordneter, quadratischer Fensteröffnungen an der südlichen Giebelseite, sowie fünf jeweils paarweise angeordneten langen Fenstern an der Westseite und fünf kurze an der Ostseite.
Der Altarraum, der von dem Saal für die Gemeinde durch eine Stufe abgesetzt ist, enthält außer einem Ambo aus Stein einen vergoldeten Tabernakel, der auf einem hohen Sockel aus Ziegelmauerwerk postiert ist. Der Entwurf des Tabernakels stammt von dem Architekten Peter Leonhardt. Der schlichte Altartisch aus Muschelkalk steht in der Mitte eines dreistufigen Podests. Über dem Altar hängt ein Kruzifix aus Bronze in den Dimensionen eines Triumphkreuzes, ein Werk des Bildhauers Otto Goppel (1928–1973). Außer den farbigen Bleiglasfenstern, einem Flachrelief mit Szenen aus dem Leben des Hl. Ulrich und einer Madonna mit Kind, eine Skulptur von Luis Rauschhuber, enthält die Kirche keinen weiteren Bilderschmuck.
St. Wolfgang hat keinen Kirchturm und kein Geläut. Der in der Planung von 1956 vorgesehene Turm wurde nicht realisiert.